# Карповичи (Светлогорский район)
Карповичи (бел. Карпавічы) — деревня в Осташковичском сельсовете Светлогорского района Гомельской области Республики Беларусь. Населённый пункт принадлежит к категории неперспективных и вымирающих деревень.
Расположена на севере области, на равнине Гомельское Полесье. В 25 км на юго-запад от Светлогорска, 3 км от железнодорожной станции Останковичи на линии Жлобин — Калинковичи, 135 км от Гомеля.

## История
В нескольких десятках километров расположено селище Юровичи, возраст которого определён примерно в 26 000 лет. До появления первых государственных образований на территории современной деревни жили мамонты, дикие кони и первобытные быки. Примерно в XIII тысячелетии до н. э. началось отступление ледника, и период верхнего палеолита. Началось новое заселение территории современной Республики Беларусь. Богатые земли и выгодное территориальное расположение между тремя реками Березина, Днепр и Припять давали возможность населению этих земель укрываться от набега кочевников и способствовали их историческому развитию.
Днепро-донецкая культура конца V — начало II тысячелетия до н. э., находилась на восточном Полесье, в бассейне нижней Припяти, Правобережья Днепра и Березины, поэтому памятники культуры этой местности идентичны памятникам на северной Украине.
В древние времена земли Карпович заселяли славянские племена дреговичей, затем земли входили в состав Туровского княжества. В XIV веке в связи с ослаблением Галицкого княжества литовский князь Гедимин присоединил Туровское княжество к своим владениям. После этого в княжестве правили его потомки на правах удельных князей.
Своё название деревня Карповичи взяла от славянского слова «корпеть» — что означает кропотливо и усердно заниматься каким-либо делом, в белорусском значении слово «карпець» значит стараться выполнить дело.
По письменным источникам известна с XVI века как селение в Речицком повете Великого княжества Литовского. Упоминается в 1526—1527 годах в материалах о конфликтах между ВКЛ и Московским государством.
После второго раздела Речи Посполитой (1793 год) в составе Российской империи. В 1879 году обозначена в числе селений Липовского церковного прихода. В усадьбе Ворсичи, находившейся рядом, действовали винокурня, водяная мельница, в усадьбе Перетривичи — церковь. Была центром Карповичской волости, в состав которой в 1885 году входило 21 селение с 511 дворами. Согласно переписи 1897 года, действовали школа грамоты, хлебозапасный магазин. С 1911 года действовал фельдшерский пункт. В 1919 была передана в Гомельскую губернию, в составе Карповичской волости, Речицкий уезд.
С 20 августа 1924 года до 5 октября 1926 года центр Карповичского сельсовета Озаричского района Мозырского округа. В 1929 году организован колхоз. В 1930 году работала начальная школа (в 1935 году — 143 ученика). Согласно переписи 1959 года располагались библиотека, фельдшерско-акушерский пункт, Дом культуры, кирпичный завод.
В начале 20-х в деревню во главе с 15-летним уполномоченным был послан отряд ЧК, который занимались нападениями на зажиточных крестьян. В ходе рейда в мае 1921-го в деревне было задержано около десятка подозреваемых. Задержанных избивали шомполами, как сам уполномоченный, так и рядовые бойцы. В результате такого «дознания» выяснилась невиновность большинства людей, их пришлось отпустить. И только двое после зверского избиения, когда был сломан шомпол, признались в бандитизме. Оба крестьянина следующей ночью пытались бежать, но были ранены охраной, а затем добиты. Шел интуитивный поиск путей и методов оперативной работы, формировалась идея ложно провокационного бандформирования. Различные агенты гражданских и военных учреждений по прибытии в деревню предъявляют крестьянам незаконные требования к удовлетворению своих нужд, приказывая жарить себе сало, яичницу и прокорма другими продовольственными продуктами. Для улаживания вышеуказанных ненормальных явлений Угорвоенревком разъясняет "категорически запрещает производить реквизиции, конфискации и обыски без участия местных властей. Председатель выездной сессии губревтрибунала Розин докладывает 14 ноября 1921 г. на заседании бюро уездного комитета партии: «Атмосфера для работы сессии в Карповичской волости создалась неимоверно тяжелая. Политрук сам избивает арестованных и говорит то же делать бойцам. Были случаи насилования женщин, ранения выстрелами при допросах, один гражданин был расстрелян без суда и следствия».
В ходе насильственной коллективизации сельского хозяйства, проведённой в 1928—1932 гг., одним из направлений государственной политики стало подавление антисоветских выступлений крестьян и связанная с этим «ликвидация кулачества как класса» — «раскулачивание», предполагавшее насильственное и внесудебное лишение зажиточных крестьян деревни Карповичи, использующих наёмный труд, всех средств производства, земли, гражданских прав, и выселение их в отдалённые районы страны.
25 ноября 1943 года на 887-й день войны в результате кровопролитных боев деревня Карповичи была освобождена 65-й армией генерал-лейтенанта П. И. Батова. В боях за освобождение деревни и окрестности погибли более 1000 советских солдат, которые были похоронены в братской могиле на деревенском кладбище. В годы войны деревня Карповичи относилась к Домановичевскому району Полесской области. Часть захоронений (перезахоронения производились в 1958 году) была перенесена в братскую могилу в деревне Осташковичи.
С 1961 года проводилась специализация сельского хозяйства. Деревня Карповичи имела имела ферму на которой выращивали крупный рогатый скот, было развито свиноводство, овцеводство. Рядом, в деревне Высокий Борок, работал кирпичный завод. В соседней деревне Прудище размещалось лесничество. Развивалось пчеловодство, овощеводство, растениеводство, частное предпринимательство. Местные жители заготавливал грибы, ягоды, лечебные растения, которые затем продавались в Москву, шли на экспорт в соседние страны.
Население деревни сильно сократилось в результате урбанизации. Деревня стала приближается к числу умирающих.

## Важные события
Спустя 10 лет, участники Международной научно-практической конференции Истоки здоровья, которая проходила в д. Карповичи в 2002 году, решили собраться и продолжить обсуждения тем, о жизни в белорусском обществе на Слёте Друзей Белорусского Народа.

## География
Местность имеет ярко выраженный болотистый, песчаный и лесной массив. Климат — умеренно континентальный. Для этих мест характерна болотистая почва с южной стороны деревни и песчаная — с северной. На востоке и юге мелиоративные каналы. Осушены болота. Для болота характерно отложение на поверхности почвы неполно разложившегося органического вещества, превращающегося в дальнейшем в торф. Много разновидностей глины. Запасы подземных вод. Нефтяное месторождение. На западе расположен большой лесной массив. Здесь растет дуб, клен, берёза, липа, осина, ольха, ясень. На юге посадки сосны. Много грибов — маслята, подберёзовик, подосиновик, белые грибы, опята, сыроежки. Из ягод растет малина, черника, ежевика. Много травянистых растений. Здесь есть разновидности лечебных, пищевых, ядовитых трав.
Деревня вытянута с востока на запад, левая сторона домов улицы проходит по границе от «черной земли» и усадьбы имеют чернозем, а правая сторона улиц — идет по границе с песком и её дома стоят на «белой земле». Типичным видом жилья для карповчан были бревенчатые постройки, которые обмазывались внутри глиной. Этому способствовало убеждение, что жизнь в деревянной постройке полезнее для здоровья, чем в каменной. В XX веке стали строить кирпичные дома.

## Транспортная сеть
Через местечко Карповичи проходил важнейший путь — Екатерининский тракт, также известный как Старая смоленская дорога, Сибирский тракт, Московский тракт, Московско-Иркутский тракт, Московско-Сибирский тракт, Великий тракт, Большой тракт — сухопутный транспортный путь между европейской частью России, Сибирью и Китаем.
Современная автодорога связывает Карповичи со Светлогорском, Калинковичами, другими населёнными пунктами. В 1915 году рядом с деревней проведена железная дорога и образована станция Останковичи.

## Население

### Численность
- 2021 год — 53 жителя

### Динамика
- 1795 год — 23 двора
- 1885 год — 38 дворов, 192 жителя
- 1897 год — 381 житель (согласно переписи)
- 1930 год — 96 дворов, 508 жителей
- 2004 год — 98 хозяйств, 174 жителя
- 2011 год — 58 хозяйств, 74 жителя
- 2021 год — 53 жителя

## Известные уроженцы
Фамилии жителей этой местности: Алисейко, Брель, Воробей, Гвоздь, Денисов, Дружинина, Елисейко, Захаренко, Иванов, Журавель, Качура, Ковальчук, Козлов, Лисичкин, Марковский, Малец, Милецкий, Молчан, Новик, Озаренко, Прус, Пинчук, Пикалюк, Пилипенко, Полуян, Петрушко, Рогов, Самардак, Серба, Соловей, Теумин, Тимошенко, Устининов, Усс, Федько, Ходько, Хомченко, Цурко, Черенков, Шавеленко, Шпак, Щупак, Эдельштейн, Юсупов,Юденко, Яцко. Яскавец
- П.С. Захаров — белорусский художник.
- Т. В. Дружинина (Ковальчук) — Президент Международного Фонда Аполлон-Союз, США.